# August Lüttmann
August Lüttmann (* 1829 in Hamburg; † 27. Januar 1882 in Düsseldorf) war ein deutscher Landschaftsmaler und Lithograf der Düsseldorfer Schule.

## Leben

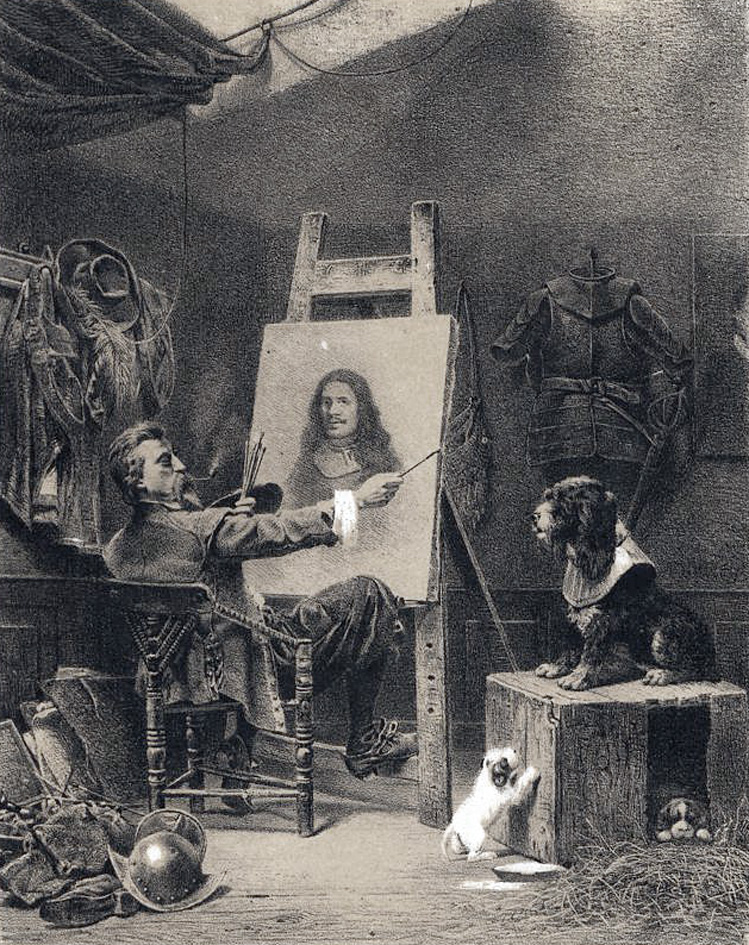
Das billige Modell, Lithografie von Lüttmann nach einer Vorlage von Karl Joseph Litschauer, 1858

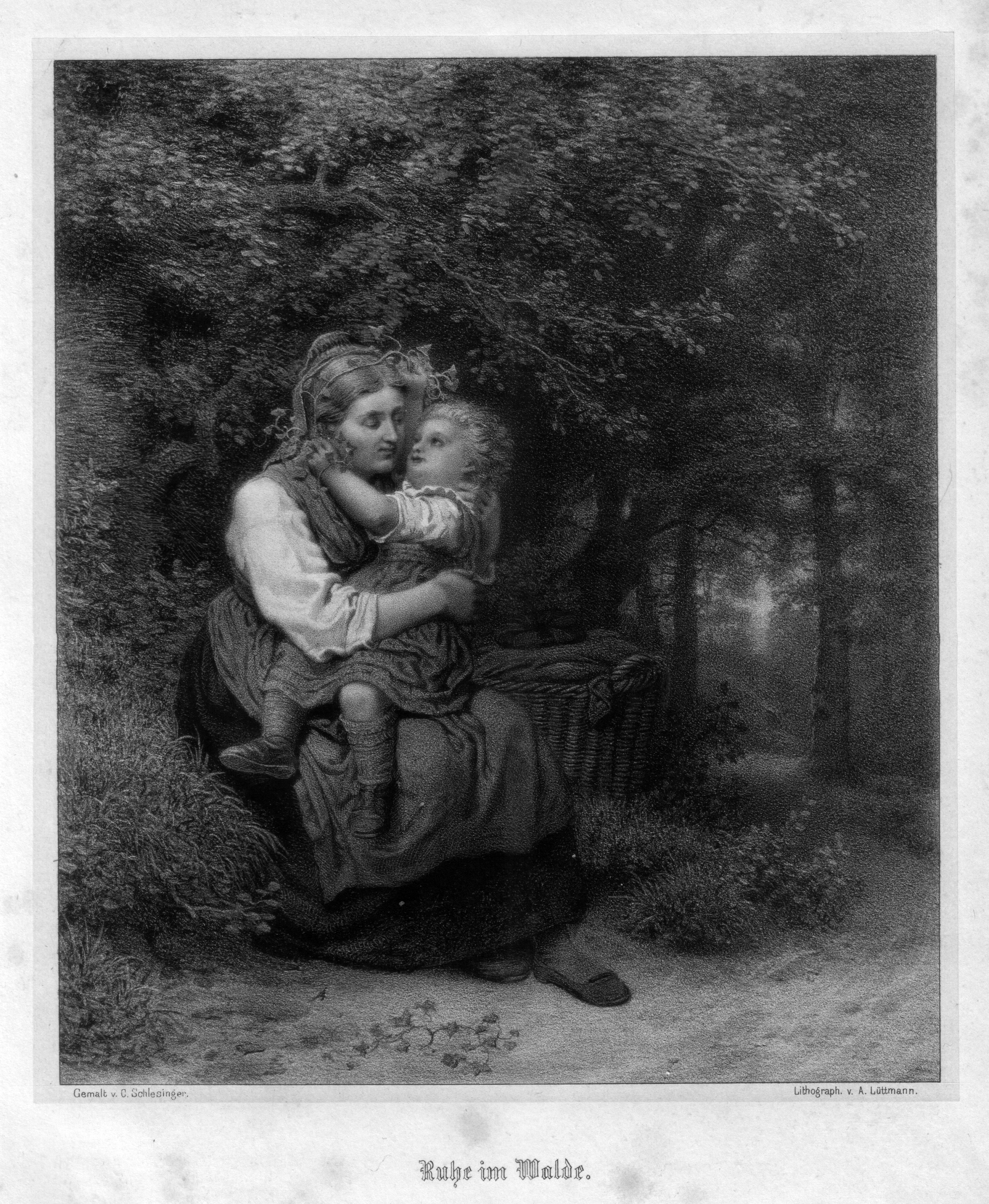
Ruhe im Walde, Lithografie von Lüttmann nach einem Gemälde von Felix Schlesinger

Lüttmann kam als 22-Jähriger aus Hamburg nach Düsseldorf, wo er von 1850 bis 1853 die Landschafterklasse von Johann Wilhelm Schirmer an der Kunstakademie Düsseldorf besuchte. Schirmer bescheinigte seinem Schüler „Talent“.
Außer als Landschaftsmaler betätigte sich Lüttmann als Lithograf. Als solcher schuf er insbesondere Motive nach Vorlagen von Wilhelm Camphausen und anderen Künstlern der Düsseldorfer Schule. Zusammen mit Caspar Scheuren, Carl Süßnapp und Moritz Ulffers fertigte er die Lithografien zur Illustration des Gedichts- und Bildbandes Das Hermanns-Denkmal und der Teutoburger Wald (1875).
Lüttmann lebte und arbeitete in den letzten drei Jahrzehnten seines Lebens in Düsseldorf, wo er um 1875 in der Jägerhofstraße wohnte und wo er im Januar 1882 im Alter von 52 Jahren starb. Er war Mitglied der Allgemeinen Deutschen Kunstgenossenschaft.